# Klaus Jamin
Klaus W. Jamin (* 15. Oktober 1940; † 14. Juni 2017) war ein deutscher Wirtschaftswissenschaftler und Hochschullehrer.

## Leben
Klaus Jamin studierte Betriebswirtschaftslehre und Wirtschaftspädagogik an den Universitäten München und Göttingen. 1968 graduierte er zum Diplom-Handelslehrer in München. Nach Tätigkeit in der Datenverarbeitung bei Siemens/USA wurde er auf die Professur für Unternehmensplanung, Unternehmensstrategie und Qualitätsmanagement an der Fakultät für Betriebswirtschaft für Organisation und Wirtschaftsinformatik an der Hochschule für angewandte Wissenschaften München berufen. Seine Hauptlehr- und Forschungsgebiete waren Unternehmensplanung und Finanzierung, Strategieentwicklung, Unternehmenssicherung und eben die EDV/Datenverarbeitung. 
Er war Vorstand des Zertifizierungsvereins IQM München e.V.

## Schriften
- Entscheidungsorientiertes Management als Regelkreis, Verlag Moderne Industrie 1976, ISBN 3478398037
- zusammen mit Franz Josef Brenneis: Praktisches Lehrbuch der Datenverarbeitung, Verlag Moderne Industrie 1980, ISBN 3478394120
- zusammen mit Edgar E. Schaetzing, Horst Spitschka: Organisation und Datenverarbeitung in Hotellerie und Gastronomie: Aufbau- u. Ablauforganisation, Datenverarbeitung/Registrierkassen, Oldenbourg 1982 2. Auflage, ISBN 348623062X
- Checklist: Hotel- und Restaurantmanagement, Verlag Moderne Industrie 1986, ISBN 3478323703
- Das Software Lexikon: Über 1000 Software-Begriffe praxisnah erläutert mit Beispielen für die wichtigsten Programmiersprachen (Reihe Technik), expert 1988, ISBN 3816902790
- Computerviren (Merkmale und Gegenmittel), Rowohlt 1992, ISBN 3499192322
- zusammen mit Heinz Urban: Programmiersprache COBOL, Rowohlt 1995, ISBN 3499181576
- Handbuch des Qualitätsmanagements für die Hotellerie (Praxis Qualitätsmanagement), Berliner Wissenschafts-Verlag 2014, ISBN 3830533985
- Handbuch des Qualitätsmanagements für das Handwerk (Praxis Qualitätsmanagement), Berliner Wissenschafts-Verlag 2014, ISBN 383053468X
- zusammen mit Claus E. Nowak: Handbuch des Qualitätsmanagements für Artzpraxen (Praxis Qualitätsmanagement), Berliner Wissenschafts-Verlag 2015, ISBN 978-3-8305-3467-9